# لاميون درني
لاميون درني (الاسم العلمي: Lamium tuberosum) هو نوع من النباتات يتبع جنس اللاميون من الفصيلة الشفوية.